# Svatováclavský meč

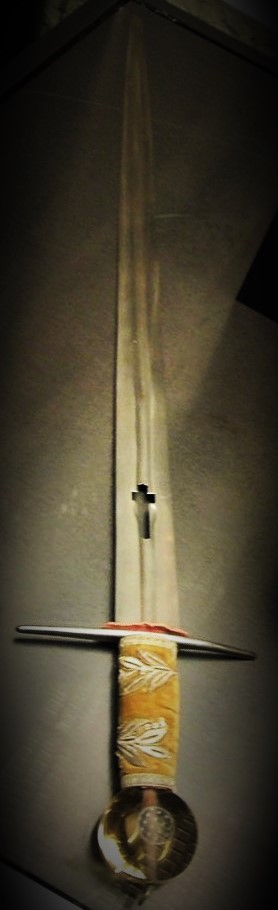
Svatováclavský meč

Svatováclavský meč (známý též jako korunovační meč) je středověký meč, který se používal během korunovací českých králů. Na závěr korunovační mše jím nově korunovaný král pasoval rytíře sv. Václava. Od nepaměti je součástí svatovítského pokladu a v současnosti je vystaven v rámci stejnojmenné expozice v kapli svatého Kříže na Pražském hradě.
Své jméno získal podle toho, že údajně původně patřil knížeti svatému Václavovi. První zmínka o něm v historických pramenech je z roku 1333, ale čepel pochází snad již z 10. století, jílec ze 13. století a textilie pravděpodobně z doby Karla IV. Železná čepel je dlouhá 76 cm, v nejširším místě 45 mm široká a má vypilovaný otvor ve tvaru křížku (45 × 20 mm). Dřevěná rukojeť je potažená žlutohnědou tkaninou a sametem s vyšitým ornamentem vavřínových větévek ze silných stříbrných nití. Při obřadu korunovace českých králů, se panovník biskupy posvěceným mečem opásal, poté ho položil zpět na oltář a na závěr korunovace jím pasoval rytíře.
Ačkoliv se meče po staletí užívalo v plné funkci korunovačního symbolu, nebyl nikdy uložen v královské klenotnici nad svatováclavskou kaplí spolu s korunou, jablkem a žezlem, nýbrž byl chován v chrámovém pokladu svatovítském. Meč byl totiž, alespoň ve starších dobách, považován především za svatováclavskou relikvii, a ne za bezvýhradnou součást korunovačních klenotů.